# Baumschulenweg
Baumschulenweg, Berlin-Baumschulenweg – dzielnica (Ortsteil) Berlina w okręgu administracyjnym Treptow-Köpenick. Od 1 października 1920 w granicach miasta.
W dzielnicy znajduje się stacja kolejowa Berlin Baumschulenweg.